# Richard IV van Merode
Richard IV van Merode (1460 - 1523) was een edelman. Hij was de zoon van Richard III van Merode en Margaretha d'Argenteau. Hij was heer van Pietersheim, Diepenbeek, Oirschot, Herlaar en Houffalize.
Hij trouwde in 1492 met Maria van Gaveren Lieferinge. Uit dit huwelijk zijn geen kinderen bekend. Hij hertrouwde in 1502 met Margaretha van Horne. Hun kinderen waren:
- Hendrik I van Merode (1505)
- Richard V van Merode
- Johanna van Merode (1505)
- Anna van Merode (1511)